# Fūga-wakashū
Fūga-wakashū (jap.: 風雅和歌集 auch: 風雅集 Fugashū, dt. etwa Sammlung geschmackvoller Poesie) ist eine Waka-Anthologie, die vom Tennō Hanazono (1297–1348) in Auftrag gegeben und ca. 1325–26 fertiggestellt wurde.
Tennō Hanazono verfasste auch das chinesische und japanische Vorwort. Die Anthologie umfasst 20 Rollen mit insgesamt 2.210 Waka. Sie ist die letzte bedeutende Waka Anthologie, die auf Befehl eines Kaisers erstellt wurde.